# Chlorophorus impressithorax
Chlorophorus impressithorax är en skalbaggsart som beskrevs av Maurice Pic 1950. Chlorophorus impressithorax ingår i släktet Chlorophorus och familjen långhorningar. Inga underarter finns listade i Catalogue of Life.